# 西折尾町
西折尾町（にしおりおまち）は福岡県北九州市八幡西区の町。住居表示実施済み。郵便番号は807-0862。

## 地理
八幡西区の北部西側に位置し、北に堀川町、東に東筑、南に大膳、南西に美吉野町、西に日吉台、北西に折尾と接する。

### 河川
- 一級河川 新々堀川

## 地域の特徴
西縁をJR九州鹿児島本線が通り、並行して国道199号が走る。南縁には国道3号が走り、北九州市立折尾西小学校が面している。東縁を新々堀川が北流する。町域の北部のトンネル口を出入り口としてJR九州福北ゆたか線がJR九州筑豊本線とともに地下を通る。起伏のある地形に立地する住宅地であり、低層の北九州市営住宅西折尾団地の棟が立ち並ぶ。

## 歴史
かつてこの辺りには大字折尾の字、笹尾，乙法師，木屋ヶ谷，大池があった。住居表示実施前は折尾八千代町と通称されていた。

### 沿革
- 1974年（昭和49年）4月1日 - 西折尾町新設[6]。
- 1980年（昭和55年）6月1日 - 大字折尾の一部が西折尾町に編入[7]。

### 町名の変遷
| 実施内容          | 実施年月日               | 実施後   | 実施前         |
| ----------------- | ------------------------ | -------- | -------------- |
| 町名新設 住居表示 | 1974年（昭和49年）4月1日 | 西折尾町 | 大字折尾の一部 |

## 世帯数と人口
2025年（令和7年）3月31日現在（北九州市発表）の世帯数と人口は以下の通りである。
| 町       | 世帯数  | 人口  |
| -------- | ------- | ----- |
| 西折尾町 | 438世帯 | 824人 |

### 人口の変遷
国勢調査による人口の推移。
| 1995年（平成7年）  | 935人 | [ 9 ]  |  |
| 2000年（平成12年） | 485人 | [ 10 ] |  |
| 2005年（平成17年） | 637人 | [ 11 ] |  |
| 2010年（平成22年） | 566人 | [ 12 ] |  |
| 2015年（平成27年） | 735人 | [ 13 ] |  |
| 2020年（令和2年）  | 839人 | [ 14 ] |  |

### 世帯数の変遷
国勢調査による世帯数の推移。
| 1995年（平成7年）  | 471世帯 | [ 9 ]  |  |
| 2000年（平成12年） | 280世帯 | [ 10 ] |  |
| 2005年（平成17年） | 337世帯 | [ 11 ] |  |
| 2010年（平成22年） | 291世帯 | [ 12 ] |  |
| 2015年（平成27年） | 333世帯 | [ 13 ] |  |
| 2020年（令和2年）  | 398世帯 | [ 14 ] |  |

## 学区
市立小・中学校に通う場合、学区は以下の通りとなる。
| 町       | 街区 | 小学校                 | 中学校               |
| -------- | ---- | ---------------------- | -------------------- |
| 西折尾町 | 全域 | 北九州市立折尾西小学校 | 北九州市立則松中学校 |

## 交通

### バス
域内のバス停と系統は以下のとおりである。
| 運行事業者 | 運行事業者       | 西鉄バス北九州 | 西鉄バス北九州 | 北九州市交通局 |
| 系統       | 系統             | 74             | 77             | 86             |
| 停留所     | 西折尾市営住宅前 | ○              | ○              |                |
| 停留所     | 日吉台下         |                |                | ○              |

### 道路
- 国道3号
- 国道199号

## 施設

### 公共施設
- 西折尾団地集会所

### 教育施設
- 北九州市立折尾西小学校

### 公営住宅
- 市営西折尾団地

### 公園
- 西折尾町公園
- 西折尾町中公園